# Báthory István (orvos)
Báthory István, Báthory István János (Pest, 1835. december 22. (keresztelés) – Budapest, Ferencváros, 1901. január 5.) szülészorvos, székesfővárosi kerületi főorvos, Semmelweis Ignác munkatársa. Bátyja, Báthory Nándor, a belvárosi reáliskola igazgatója volt.

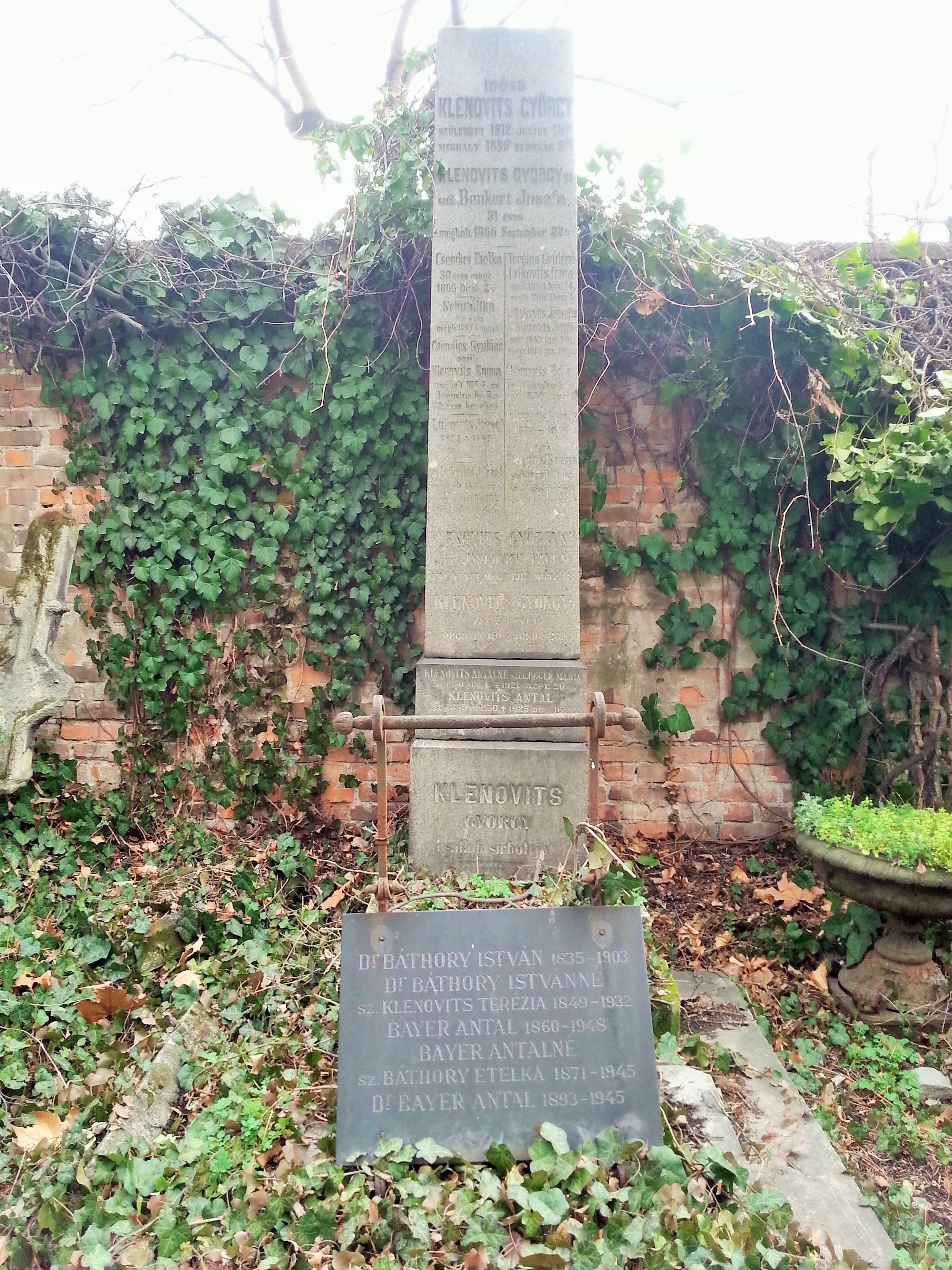
Sírja a Fiumei úti sírkertben a Klenovits család sírboltjában (Jobb oldali falsírboltok J-174)

## Életpályája
Báthory István és Lafner Róza (Lavner Rozina) fiaként született. A kegyesrendi gimnázium elvégzése után 1853-ban kezdte meg orvosi tanulmányait. Oklevelének megszerzése után, 1859-ben a Szent Rókus Kórház 2. sebészeti osztályán állt munkába, innen került át 1862-ben a szülészeti klinikára, ahol Semmelweis Ignác tanársegédje lett. 1865. július 31-én az elborult elméjű Semmelweist családtagjai mellett Báthory kísérte el Bécsbe, illetve Döblingbe. Tanársegédi szolgálata a tanév végén amúgy is lejárt volna, s a következő két évet külföldi tanulmányúton töltötte: Párizsban, Würzburgban, Prágában és főleg Bécsben látogatott szülészeti intézményeket.
1868-ban megválasztották Ferencváros kerületi orvosának, és ezt az állást haláláig megőrizte. Rá egy évre eredménytelenül pályázott a Szent Rókus kórház megüresedett szülész főorvosi állásra, 1871-ben azonban a Victoria Biztosító Intézet a főorvosává választotta. Több recenziót és referátumot publikált az Orvosi Hetilapban.
1901-ben mint a főváros egyik legtekintélyesebb szülész-nőgyógyásza hunyt el. Örök nyugalomra helyezték 1901. január 7-én délután a Kerepesti úti temetőben a római katolikus egyház szertartása szerint. Nekrológját az Orvosi Hetilapba Navratil Imre írta.
Felesége Klenovits Teréz volt, akivel 31 évig élt házasságban. 31 évvel élte túl férjét, 1932. szeptember 10-én hunyt el.

## Filmen
Az 1987-ben készült Semmelweis, az anyák megmentője című tv-filmben Báthory szerepét Dörner György alakította.

## Írásai
- Adalék a magzat zsigereinek művi eltávolításához (in Orvosi Hetilap, 1868. pp. 621–624.)
- Petefészektömlő egy esetének kórleírása (in Orvosi Hetilap 45, 1863)

## Fordítása
- Mariom Sims: Kórodai jegyzetek a méhbántalmak sebészete felett, 1868 (Clinical Notes on Uterine Surgery, 1866)